# Irinyi Sándor
Irinyi Sándor (Esztár, 1840. január 27. – Pécs, 1893. december 6.) magyar festőművész, reáliskolai tanár.

## Életpályája
A Debreceni Református Kollégium elvégzése után művészeti tanulmányait Pesten kezdte. Nagyváradon, Debrecenben és Nagyszalontán portréfestészettel foglalkozott. Az 1860–1880 közötti években budapesti képeslapok részére készített rajzokat. 1862–1863 között a Bécsi Képzőművészeti Akadémia, 1869-től a Müncheni Képzőművészeti Akadémia hallgatója volt. 1866-tól Nagykőrösön oktatott. 1871-ben a vallás- és közoktatási miniszter 200 ft-os utazási ösztöndíjban részesítette. 1872-től Szegeden tanított. 1872-től volt kiállító művész. 1874-ben összetűzésbe került az iskola igazgatójával, amiért a minisztérium megrovásban részesítette. 1875-ben résztvevője volt Szegeden a Dugonics-szoborbizottmánynak; az országos középtanodai tanáregylet kitüntető okmánnyal ismerte el tevékenységét. 1877-ben egy Deák Ferencről készített olajfestménnyel lepte meg a szegedi főreáliskola tanári karát. Az 1879-es szegedi árvíz családját is érintette: árvízmenekültként került feleségével és Sándor fiával Nagyszentmiklósra majd Nagyváradra. 1880-tól Pécsen rajztanárként dolgozott. 1882-ben a reáliskola mellett a községi népiskolában is tanított rajzot. 1883-ban a főreáliskola mellett a ciszterci gimnáziumban is az ő feladata lett a református vallású tanulók vallásügyének kezelése, azaz egyfajta hitoktatói tevékenységet vállalt. 1887–1888 között az ő tervei alapján építették fel szülőfalujának református templomát.

## Családja
Szülei: Irinyi Mihály földműves és Nagy Zsuzsanna voltak. 1875-ben Arleth Matilddal házasságot kötött.